# 高平話
高平话是晋语的一种，通行于山西省高平市境内，属晋语上党片晋城小片。
高平话有入声（喉塞），分尖团，市区平声不分阴阳。有语调问句的使用特点。